# Szyplin zielny
Szyplin zielny (Dorycnium herbaceum, właśc. Lotus herbaceus (Vill.) Jauzein) – gatunek rośliny należący do rodziny bobowatych. Według nowszych ujęć taksonomicznych podgatunek szyplina pięciolistnego o nazwie Dorycnium pentaphyllum Scop. subsp. herbaceum (Vill.) Rouy. Występuje w Europie Południowej, północnej Afryce i zachodniej Azji. W Polsce podany z trzech stanowisk antropogenicznych: Bielinek nad Odrą, Maślana Góra w Beskidzie Niskim i Hucisko w Beskidzie Makowskim.

## Morfologia
ŁodygaWzniesiona, o wysokości 30–60 cm, odstająco owłosiona.
LiścieOdstająco owłosione.
KwiatySkupione w 15-25 kwiatowe baldaszki. Szypułki kwiatowe o długości równej lub większej niż rurka kielicha. Kielich przylegająco owłosiony. Ząbki kielicha trójkątne, 2–3 razy krótsze od rurki. Korona o długości 4–5 mm.
OwocStrąk.

## Biologia i ekologia
Półkrzew. Rośnie w murawach kserotermicznych i zaroślach. Kwitnie od czerwca do sierpnia. W klasyfikacji zbiorowisk roślinnych podgatunek wyróżniający dla Ass. Quercetum pubescenti-petraeae.

## Zagrożenia i ochrona
Gatunek umieszczony w Polskiej Czerwonej Księdze Roślin (2001) w kategorii VU (narażony). W wydaniu z 2014 roku posiada kategorię CR (krytycznie zagrożony). Tę samą kategorię otrzymał na polskiej czerwonej liście.